# Klapalův mlýn
Klapalův mlýn v Želešicích v okrese Brno-venkov je vodní mlýn, který stojí v centru obce na říčce Bobravě. Je chráněn jako nemovitá kulturní památka České republiky. Má řadu dochovaných prvků mlýnského provozu z několika stavebních etap.

## Historie
Mlýn v letech 1887–1920 vlastnil Moritz Jarosch. Po založeném požáru roku 1922 byl výrazně přestavěn, získal nové zařízení, Francisovu turbínu a parní motor Adam. K roku 1930 byl jeho majitelem Augustýn Klapal.

## Popis
Mlýnice a obytný dům stojí samostatně, jsou zděné, vícepodlažní. Voda na vodní kolo vedla přes stavidlo náhonem na turbínovou kašnu s turbínovým domkem a odtokovým kanálem se vracela zpět do říčky. Náhon začínal pod lomem Želešice a byl dlouhý přibližně 2 km. K roku 1930 je zde uváděna 1 kašnová Francisova turbína (spád 5,2 m, výkon 11/8,7 HP). Umělecké složení mlýna se dochovalo spolu se zarostlým náhonem, stavidlem a kašnou.